# Alliatina
Alliatina es un género de foraminífero bentónico de la subfamilia Alliatininae, de la familia Robertinidae, de la superfamilia Robertinoidea, del suborden Robertinina y del orden Robertinida. Su especie tipo es Cushmanella excentrica. Su rango cronoestratigráfico abarca desde el Plioceno hasta la Actualidad.

## Clasificación
Alliatina incluye a las siguientes especies:
- Alliatina excentrica
- Alliatina primitiva
- Alliatina variabilis

Otra especie considerada en Alliatina es:
- Alliatina translucens, aceptado como Robertina translucens